# Europees kampioenschap basketbal vrouwen 1972
Het 13e Europees kampioenschap basketbal vrouwen vond plaats van 8 tot 16 oktober 1972 in Bulgarije. 12 nationale teams speelden in Varna en Boergas om de Europese titel.

## Voorronde
De 12 deelnemende landen zijn onderverdeeld in twee poules van zes landen. De top drie van elke poule plaatsten zich voor de hoofdronde, de overige landen speelden om de zevende plaats.

### Groep A
| Datum      | Land        | Score   | Land        |
| ---------- | ----------- | ------- | ----------- |
| 8 oktober  | Joegoslavië | 59 – 55 | Italië      |
| 8 oktober  | Roemenië    | 56 – 53 | Hongarije   |
| 8 oktober  | Sovjet-Unie | 82 – 46 | Polen       |
| 9 oktober  | Sovjet-Unie | 88 – 43 | Roemenië    |
| 9 oktober  | Italië      | 30 – 67 | Hongarije   |
| 9 oktober  | Joegoslavië | 82 – 66 | Polen       |
| 10 oktober | Italië      | 37 – 93 | Sovjet-Unie |
| 10 oktober | Joegoslavië | 46 – 64 | Hongarije   |
| 10 oktober | Polen       | 46 – 47 | Roemenië    |
| 11 oktober | Joegoslavië | 61 – 52 | Roemenië    |
| 11 oktober | Hongarije   | 39 – 73 | Sovjet-Unie |
| 11 oktober | Polen       | 43 – 36 | Italië      |
| 12 oktober | Hongarije   | 52 – 47 | Polen       |
| 12 oktober | Roemenië    | 46 – 38 | Italië      |
| 12 oktober | Joegoslavië | 53 – 94 | Sovjet-Unie |

| Groep A |             |             |             |             |            |            |            |        |
| #       | Land        | Wedstrijden | Wedstrijden | Wedstrijden | Doelpunten | Doelpunten | Doelpunten | Punten |
| #       | Land        | G           | W           | V           | V          | T          | Saldo      | Punten |
| 1       | Sovjet-Unie | 5           | 5           | 0           | 430        | 218        | +212       | 10     |
| 2       | Hongarije   | 5           | 3           | 2           | 275        | 252        | +23        | 8      |
| 3       | Roemenië    | 5           | 3           | 2           | 244        | 286        | -42        | 8      |
| 4       | Joegoslavië | 5           | 3           | 2           | 301        | 331        | -30        | 8      |
| 5       | Polen       | 5           | 1           | 4           | 248        | 299        | -51        | 6      |
| 6       | Italië      | 5           | 0           | 5           | 196        | 308        | -112       | 5      |

### Groep B
| Datum      | Land                           | Score   | Land                           |
| ---------- | ------------------------------ | ------- | ------------------------------ |
| 8 oktober  | Frankrijk                      | 64 – 37 | Nederland                      |
| 8 oktober  | Oostenrijk                     | 39 – 70 | Bulgarije                      |
| 8 oktober  | Duitse Democratische Republiek | 60 – 68 | Tsjecho-Slowakije              |
| 9 oktober  | Nederland                      | 44 – 71 | Tsjecho-Slowakije              |
| 9 oktober  | Frankrijk                      | 44 – 53 | Bulgarije                      |
| 9 oktober  | Oostenrijk                     | 42 – 58 | Duitse Democratische Republiek |
| 10 oktober | Nederland                      | 62 – 55 | Oostenrijk                     |
| 10 oktober | Bulgarije                      | 63 – 55 | Duitse Democratische Republiek |
| 10 oktober | Frankrijk                      | 38 – 54 | Tsjecho-Slowakije              |
| 11 oktober | Tsjecho-Slowakije              | 79 – 56 | Oostenrijk                     |
| 11 oktober | Bulgarije                      | 53 – 38 | Nederland                      |
| 11 oktober | Frankrijk                      | 58 – 47 | Duitse Democratische Republiek |
| 12 oktober | Frankrijk                      | 72 – 48 | Oostenrijk                     |
| 12 oktober | Duitse Democratische Republiek | 54 – 53 | Nederland                      |
| 12 oktober | Tsjecho-Slowakije              | 55 – 60 | Bulgarije                      |

| Groep B |                                |             |             |             |            |            |            |        |
| #       | Land                           | Wedstrijden | Wedstrijden | Wedstrijden | Doelpunten | Doelpunten | Doelpunten | Punten |
| #       | Land                           | G           | W           | V           | V          | T          | Saldo      | Punten |
| 1       | Bulgarije                      | 5           | 5           | 0           | 299        | 231        | +68        | 10     |
| 2       | Tsjecho-Slowakije              | 5           | 4           | 1           | 327        | 258        | +69        | 9      |
| 3       | Frankrijk                      | 5           | 3           | 2           | 276        | 239        | +37        | 8      |
| 4       | Duitse Democratische Republiek | 5           | 2           | 3           | 274        | 284        | -10        | 7      |
| 5       | Nederland                      | 5           | 1           | 4           | 234        | 297        | -63        | 6      |
| 6       | Oostenrijk                     | 5           | 0           | 5           | 240        | 341        | -101       | 5      |

## Hoofdronde
Onderlinge resultaten uit de voorronde telden mee voor de hoofdronde.

### Groep X
| Datum      | Land        | Score   | Land              |
| ---------- | ----------- | ------- | ----------------- |
| 14 oktober | Sovjet-Unie | 63 – 41 | Frankrijk         |
| 14 oktober | Roemenië    | 41 – 61 | Bulgarije         |
| 14 oktober | Hongarije   | 52 – 54 | Tsjecho-Slowakije |
| 15 oktober | Roemenië    | 49 – 61 | Frankrijk         |
| 15 oktober | Sovjet-Unie | 89 – 42 | Tsjecho-Slowakije |
| 15 oktober | Hongarije   | 61 – 50 | Bulgarije         |
| 16 oktober | Roemenië    | 50 – 54 | Tsjecho-Slowakije |
| 16 oktober | Hongarije   | 42 – 47 | Frankrijk         |
| 16 oktober | Sovjet-Unie | 79 – 48 | Bulgarije         |

| Groep X |                   |             |             |             |            |            |            |        |
| #       | Land              | Wedstrijden | Wedstrijden | Wedstrijden | Doelpunten | Doelpunten | Doelpunten | Punten |
| #       | Land              | G           | W           | V           | V          | T          | Saldo      | Punten |
| 1       | Sovjet-Unie       | 5           | 5           | 0           | 392        | 213        | +179       | 10     |
| 2       | Bulgarije         | 5           | 3           | 2           | 272        | 280        | -8         | 8      |
| 3       | Tsjecho-Slowakije | 5           | 3           | 2           | 259        | 289        | -30        | 8      |
| 4       | Frankrijk         | 5           | 2           | 3           | 231        | 261        | -30        | 7      |
| 5       | Roemenië          | 5           | 1           | 4           | 239        | 317        | -78        | 6      |
| 6       | Hongarije         | 5           | 1           | 4           | 247        | 280        | -33        | 6      |

## Plaatsingswedstrijden 7e-12e plaats
Onderlinge resultaten uit de voorronde telden mee voor de plaatsingsronde.

### Groep X
| Datum      | Land        | Score   | Land                           |
| ---------- | ----------- | ------- | ------------------------------ |
| 14 oktober | Joegoslavië | 76 – 64 | Oostenrijk                     |
| 14 oktober | Italië      | 40 – 65 | Duitse Democratische Republiek |
| 14 oktober | Polen       | 67 – 59 | Nederland                      |
| 15 oktober | Italië      | 63 – 44 | Oostenrijk                     |
| 15 oktober | Polen       | 48 – 59 | Duitse Democratische Republiek |
| 15 oktober | Joegoslavië | 64 – 65 | Nederland                      |
| 16 oktober | Polen       | 62 – 36 | Oostenrijk                     |
| 16 oktober | Italië      | 54 – 44 | Nederland                      |
| 16 oktober | Joegoslavië | 60 – 68 | Duitse Democratische Republiek |

| Groep X |                                |             |             |             |            |            |            |        |
| #       | Land                           | Wedstrijden | Wedstrijden | Wedstrijden | Doelpunten | Doelpunten | Doelpunten | Punten |
| #       | Land                           | G           | W           | V           | V          | T          | Saldo      | Punten |
| 7       | Duitse Democratische Republiek | 5           | 5           | 0           | 304        | 243        | +61        | 10     |
| 8       | Joegoslavië                    | 5           | 3           | 2           | 341        | 318        | +23        | 8      |
| 9       | Polen                          | 5           | 3           | 2           | 286        | 272        | +14        | 8      |
| 10      | Italië                         | 5           | 2           | 3           | 248        | 255        | -7         | 7      |
| 11      | Nederland                      | 5           | 2           | 3           | 283        | 294        | -11        | 7      |
| 12      | Oostenrijk                     | 5           | 0           | 5           | 241        | 321        | -80        | 5      |

## Eindrangschikking
| Goud   | Sovjet-Unie       |
| Zilver | Bulgarije         |
| Brons  | Tsjecho-Slowakije |
| 4      | Frankrijk         |
| 5      | Roemenië          |
| 6      | Hongarije         |

| 7  | Duitse Democratische Republiek |
| 8  | Joegoslavië                    |
| 9  | Polen                          |
| 10 | Italië                         |
| 11 | Nederland                      |
| 12 | Oostenrijk                     |

1938 · 
1950 · 
1952 · 
1954 · 
1956 · 
1958 · 
1960 · 
1962 · 
1964 · 
1966 · 
1968 · 
1970 · 
1972 · 
1974 · 
1976 · 
1978 · 
1980 · 
1981 · 
1983 · 
1985 · 
1987 · 
1989 · 
1991 · 
1993 · 
1995 · 
1997 · 
1999 · 
2001 · 
2003 · 
2005 · 
2007 · 
2009 · 
2011 · 
2013 · 
2015 · 
2017 · 
2019 · 
2021 · 
2023